# أونيانجو أوباما
أونيانجو أوباما (c. 1895-1979) هو جد الرئيس الرابع والأربعين في الولايات المتحدة الأمريكية باراك حسين أوباما الإبن الذي اعتنق الديانة الإسلامية في الأربعينيات من القرن الماضي وزوجته هي اكوم حبيبة. ينتمي إلى قبيلة اللوو في محافظة نيانزا و عاش في مدينة كيندو باي في كينيا